# Marten Bierman
Marten Bierman (Amsterdam, 5 september 1939 – aldaar, 27 augustus 2018) was een Nederlands politicus. Van 1995 tot 1999 was hij onafhankelijk lid van de Nederlandse Eerste Kamer. Hij was gekozen op een lijst zonder aanduiding gesteund door Statenleden van De Groenen en een aantal provinciale partijen. In 1999 werd hij herkozen op de lijst van de Onafhankelijke SenaatsFractie (OSF).

## Loopbaan
Bierman studeerde architectuur en stedenbouwkunde aan de Technische Hogeschool Delft. Hij heeft gewerkt op het onderzoeksinstituut SISWO en had daarna een praktijk als zelfstandig "raadgevend ingenieur". In 1972 was hij mede-oprichter van de Vereniging tot Behoud van het IJsselmeer, tegenwoordig geheten de IJsselmeervereniging, waarvan hij van 2000-2010 voorzitter was.
Van 1983 tot 2000 was hij actief lid van De Groenen. Zo was hij bij de Tweede Kamerverkiezingen 1986 lijsttrekker voor de "Federatieve Groenen". Van 1995 tot 2003 vormde hij de Onafhankelijke SenaatsFractie in de Eerste Kamer. In 2003 werd hij opgevolgd door Henk ten Hoeve. In 2002 was Bierman kandidaat voor Leefbaar Nederland bij de Tweede Kamerverkiezingen. Van 2006 tot 2010 was hij wethouder in de gemeente Zandvoort, op voordracht van de Ouderen Partij Zandvoort (OPZ).
In 2010 verbond hij zich aan Red Amsterdam, een lokale partij in de gemeente Amsterdam, die zich onder andere verzet tegen de aanleg van de Noord-Zuidlijn, een omstreden geplande metrolijn. Van 21 december 2011 tot maart 2014 was Bierman duo-raadslid voor deze partij in de Amsterdamse gemeenteraad.
Bij de Europese verkiezingen van 2014 kandideerde Bierman voor de lijst ikkiesvooreerlijk.eu van Michel van Hulten.
Marten Bierman overleed in 2018 op 78-jarige leeftijd.

## Genoemd naar Bierman
- De Stichting Ir. Marten Bierman was de eerste naam van het wetenschappelijk bureau van de OSF, later werd dit hernoemd in Wetenschappelijk Bureau van de Onafhankelijke SenaatsFractie.
- In 2010 stelde de IJsselmeervereniging de Ir. Marten Bierman prijs in, die een keer per 2 jaar wordt uitgereikt.